# Maxillarieae
Maxillarieae is een tribus (geslachtengroep) van de Epidendroideae, een onderfamilie van de orchideeënfamilie (Orchidaceae).
De meeste Maxillarieae bezitten stengels met pseudobulben, maar enkele hebben grasachtige of dikke, ondergrondse stengels. De bloemen bezitten een complex gynostemium met een helmknop met een viscidium en vier pollinia.
Maxillarieae zijn voornamelijk orchideeën uit tropisch Zuid-Amerika, waar zij voorkomen als terrestrische planten of als epifyten, slechts enkele soorten zijn epiparasieten. Ze komen voor in zeer gevarieerde habitats.

## Taxonomie
Er is nog heel wat onzekerheid over de juiste indeling van de Maxillarieae. Volgens Robert L. Dressler (1993) omvat deze tribus tien subtribi, ongeveer 165 geslachten en in totaal ongeveer 2600 soorten, en is daarmee de grootste tribus met ongeveer 10% van alle orchideeënsoorten. Na recent DNA-onderzoek blijven hiervan nog 7 subtribi over.
Deze tribus werd vroeger, samen met de zustertribus Vandeae, als een aparte onderfamilie Vandoideae geklasseerd. Het DNA-onderzoek bevestigt echter de status van deze tribus en toont ook aan dat deze monofyletisch is. Ze worden beschouwd als de meest geëvolueerde orchideeën van de Nieuwe Wereld.
Voor een overzicht van deze tribus, zie de lijst onderaan.
- Subtribus: Cryptarrheninae
  - Geslachten:
    - Cryptarrhena
- Subtribus: Lycastinae
  - Geslachten:
    - Anguloa
    - Bifrenaria
    - Horvatia
    - Ida
    - Lycaste
    - Neomoorea
    - Rudolfiella
    - Teuscheria
    - Xylobium
    - Zylobium
- Subtribus: Maxillariinae
  - Geslachten: Anthosiphon - Chrysocycnis - Cryptocentrum - Cyrtidiorchis - Maxillaria - Mormolyca - Pityphyllum - Trigonidium
- Subtribus: Oncidiinae
  - Alliantie: Oncidium
    - Geslachten: Ada - Aspasia - Brassia - Cochlioda - Miltonia - Miltoniopsis - Odontoglossum - Oncidium (most)

  - Alliantie: Trichocentrum
    - Geslacht:
      - Trichocentrum

  - Alliantie: Comparettia
    - Geslachten:
      - Tolumnia
      - Comparettia
      - Rodriguezia

  - Alliantie: Trichophilia
    - Geslachten:
      - Notylia
      - Psychopsis
      - Trichopilia

  - Alliantie: Lockhartia
    - Geslacht:
      - Lockhartia

  - Niet toegewezen geslachten:
    - Geslachten: Amparoa - Antillanorchis - Baptistonia - Binotia - Braasiella - Brachtia - Buesiella - Capanemia - Caucaea - Chelyorchis - Cischweinfia - Cuitlauzinia - Cypholoron - Cyrtochilum - Diadenium - Dignathe - Erycina - Fernandezia - Gomesa - Helcia - Hispaniella - Hybochilus - Ionopsis - Konantzia - Lemboglossum - Leochilus - Leucohyle - Lophiaris - Macradenia - Macroclinium - Mesoglossum - Mesospinidium - Mespospinidium - Mexicoa - Miltonioides - Neodryas - Neokoehleria - Olgasis - Oliveriana - Ornithophora - Osmoglossum - Otoglossum - Pachyphyllum - Palumbina - Papperitzia - Plectrophora - Polyotidium - Psychopsiella - Psygmorchis - Pterostemma - Quekettia - Raycadenco - Rhynchostele - Rodrigueziella - Rodrigueziopsis - Rossioglossum - Rusbyella - Sanderella - Saundersia - Scelochilus - Sigmatostalix - Solenidiopsis - Solenidium - Solonidium - Stictophyllum - Suarezia - Sutrina - Symphoglossum - Systeloglossum - Ticoglossum - Tolumnia - Trizeuxis - Warmingia - Zelenkoa

  - Hybrides:
    - Geslachten: Aliceara - Bakerara - Beallara - Brassidium - Burrageara - Colmanara - Degarmoara - Howeara - Maclellanara - Miltassia - Miltonidium - Odontobrassia - Odontocidium - Odontonia - Rodricidium - Trichocidium - Vuylstekeara - Wilsonara
- Subtribus: Stanhopeinae
  - Geslachten: Acineta - Braemia - Cirrhaea - Coeliopsis - Coryanthes - Embreea - Gongora - Horichia - Houlletia - Jennyella - Kegeliella - Lacaena - Lueddemannia - Lycomormium - Paphinia - Peristeria - Polycycnis - Schlimmia - Sievekingia - Soterosanthus - Stanhopea - Trevoria - Vasqueziella
- Subtribus: Telipogoninae
  - Geslachten:
    - Hofmeisterella
    - Stellilabium
    - Telipogon
    - Trichoceros
- Subtribus: Zygopetalinae
  - Alliantie: Warrea
    - Geslachten:
      - Otostylis
      - Warrea

  - Alliantie: Zygopetalum
    - Geslachten:
      - Aganisia
      - Batemannia
      - Cheiradenia
      - Chondrorhyncha
      - Colax
      - Pabstia
      - Promenaea
      - Zygopetalum

  - Alliantie: Bollea
    - Geslachten:
      - Bollea
      - Chondrorhyncha
      - Cochleanthes
      - Huntleya
      - Kefersteinia
      - Pescatoria
      - Stenia

  - Alliantie: Vargasiella
    - Geslacht:
      - Vargasiella

  - Niet toegewezen geslachten
    - Geslachten:
      - Benzingia
      - Chaubardia
      - Chaubardiella
      - Dodsonia
      - Galeottia
      - Hoehneella
      - Koellensteinia
      - Neogardneria
      - Paradisanthus
      - Scuticaria
      - Warreella
      - Warreopsis
      - Zygosepalum

  - Hybrides
    - Geslachten:
      - Aitkenara
      - Bateostylis
      - Bollopetalum
      - Chondrobollea
      - Cochella
      - Cochlecaste
      - Cochlenia
      - Cochlepetalum
      - Downsara
      - Durutyara
      - Hamelwellsara
      - Huntleanthes
      - Kanzerara
      - Keferanthes
      - Lancebirkara
      - Otocolax
      - Otonisia
      - Palmerara
      - Rotorara
      - Zygocaste
      - Zygolum
      - Zygonisia
      - Zygostylis

 'Lagere' Epidendroideae 

Tribus: Gastrodieae · Neottieae · Nervilieae · Sobralieae · Triphoreae · Tropidieae · Xerorchideae

 'Hogere' Epidendroideae 

Tribus: Arethuseae · Calypsoeae · Cymbidieae · Dendrobieae · Epidendreae · Malaxideae · Podochileae · Vandeae 

Subtribus: Cryptarrheninae · Lycastinae · Maxillariinae · Oncidiinae · Stanhopeinae · Telipogoninae · Zygopetilinae